# Bob Vos
Bob Vos (Amsterdam, 21 juli 1910 – 10 juni 1963) was een Nederlands componist.
Vos studeerde aan het Koninklijk Conservatorium in Brussel en was een leerling van Henk Badings. Als componist zijn twee werken voor harmonieorkest bekend: Concertino voor klarinet en harmonieorkest uit 1961 en een Suite voor harmonieorkest uit 1962.